# Goki Tomozawa
Goki Tomozawa (友澤 剛気 Tomozawa Goki?, nacido el 14 de febrero de 1991 en Kanagawa) es un exfutbolista japonés. Jugaba de delantero y su último club fue el YSCC Yokohama de Japón.

## Trayectoria

### Clubes
| Club          | País  | Año         |
| ------------- | ----- | ----------- |
| YSCC Yokohama | Japón | 2013 - 2015 |

## Estadística de carrera

### J. League
| Club          | Año   | J. League | J. League | Copa J. League | Copa J. League | Total | Total |
| Club          | Año   | Part.     | Goles     | Part.          | Goles          | Part. | Goles |
| ------------- | ----- | --------- | --------- | -------------- | -------------- | ----- | ----- |
| YSCC Yokohama | 2014  | 32        | 5         | -              | -              | 32    | 5     |
| YSCC Yokohama | 2015  | 28        | 1         | -              | -              | 28    | 1     |
| Total         | Total | 60        | 6         | 0              | 0              | 60    | 6     |